# Luis Fernández
Luis Miguel Fernández Toledo (* 2. Oktober 1959 in Tarifa, Spanien) ist ein ehemaliger französischer Fußballspieler und derzeitiger Trainer.

## Der Spieler
Der defensive Mittelfeldspieler spielte in der Jugend bei der AS Saint-Priest (in der Nähe von Lyon) und wurde 1978 von Paris Saint-Germain verpflichtet; bei diesem Verein blieb Fernández bis 1986, und hier erzielte er auch seine größten Erfolge: von 1982 bis 1986 gewann er jedes Jahr einen Titel mit Verein oder Nationalelf. Danach wechselte er für drei Jahre zum Racing Club Paris und ließ seine Spielerkarriere bei der AS Cannes (1989–1993) ausklingen. 1985 wurde er als Französischer Fußballer des Jahres ausgezeichnet.
Zwischen 1982 und 1992 wurde Luis Fernández in 60 Länderspielen der französischen Nationalmannschaft aufgestellt; er erzielte dabei sechs Tore. Nach der WM 1982 und bis zur WM 1986 war er Teil des legendären „magischen Vierecks“ der Équipe tricolore, das Trainer Michel Hidalgo mit Fernández, Michel Platini, Jean Tigana und Alain Giresse geformt und 1984 zum Europameisterschaftstitel gebracht hatte. Bei der WM 1986 belegte Fernandez mit der französischen Nationalmannschaft den 3. Rang, im legendären Viertelfinale gegen Brasilien besiegelte er mit seinem Strafstoß die 4:5-Niederlage Brasiliens im Elfmeterschießen.

## Der Trainer
Unmittelbar nach Ende seiner Spielerkarriere wechselte Luis Fernández auf die Trainerbank seines letzten Clubs AS Cannes (1993/94) – und wurde bereits 1993 zum Trainer des Jahres gewählt. Anschließend trainierte er Paris Saint-Germain, (1994–1996 und 2000–2003), wo er 1996 im Finale der Europapokal der Pokalsieger gegen Rapid Wien den Titel gewinnen konnte, war dazwischen bei Athletic Bilbao tätig (1996–2000) und wurde dort spanischer Vizemeister. In der Spielzeit 2003/04 zog es Fernández erneut nach Spanien, wo er Espanyol Barcelona betreute.
Im Juni 2005 trainierte er zunächst die Mannschaft des al-Rayyan SC (Katar), welche er im November gleichen Jahres bereits wieder verließ. Bald darauf übernahm er das Traineramt bei Beitar Jerusalem (Israel). Am Ende der Saison 2005/06 verließ Fernández Jerusalem wieder.
Im Dezember 2006 kehrte er in die spanische Primera División zurück, um bei Betis Sevilla zu arbeiten. Im Juni 2007 wurde er dort wegen Erfolglosigkeit entlassen. Ab Januar 2009 trainierte er den französischen Zweitligisten Stade Reims, den Fernández sechs Monate später wieder verließ, nachdem er dessen Abstieg nicht hatte verhindern können.
Im März 2010 übernahm Fernández den Posten des Nationaltrainers von Israel und war dort bis Ende 2011 tätig.
Im April 2015 wurde er Nationaltrainer von Guinea.

## Erfolge

### Als Spieler
- Französischer Meister: 1985/86 (mit PSG)
- Französischer Pokalsieger: 1981/82 und 1982/83 (mit PSG)
- Europameister: 1984
- Sieger im Interkontinentalcup für Nationalmannschaften: 1985
- Gewinner der Étoile d’Or als saisonbester Spieler in Frankreichs Division/Ligue 1: 1985/86

### Als Trainer
(alle Vereinstitel mit Paris Saint-Germain)
- Europapokalsieger der Pokalsieger: 1995/96
- UEFA-Intertoto-Cup-sieger: 2001
- Französischer Pokalsieger: 1994/95
- Französischer Ligapokalsieger: 1995
- Französischer Supercupsieger: 1995
- Französischer Trainer des Jahres: 1993